# 沙漠迷彩服

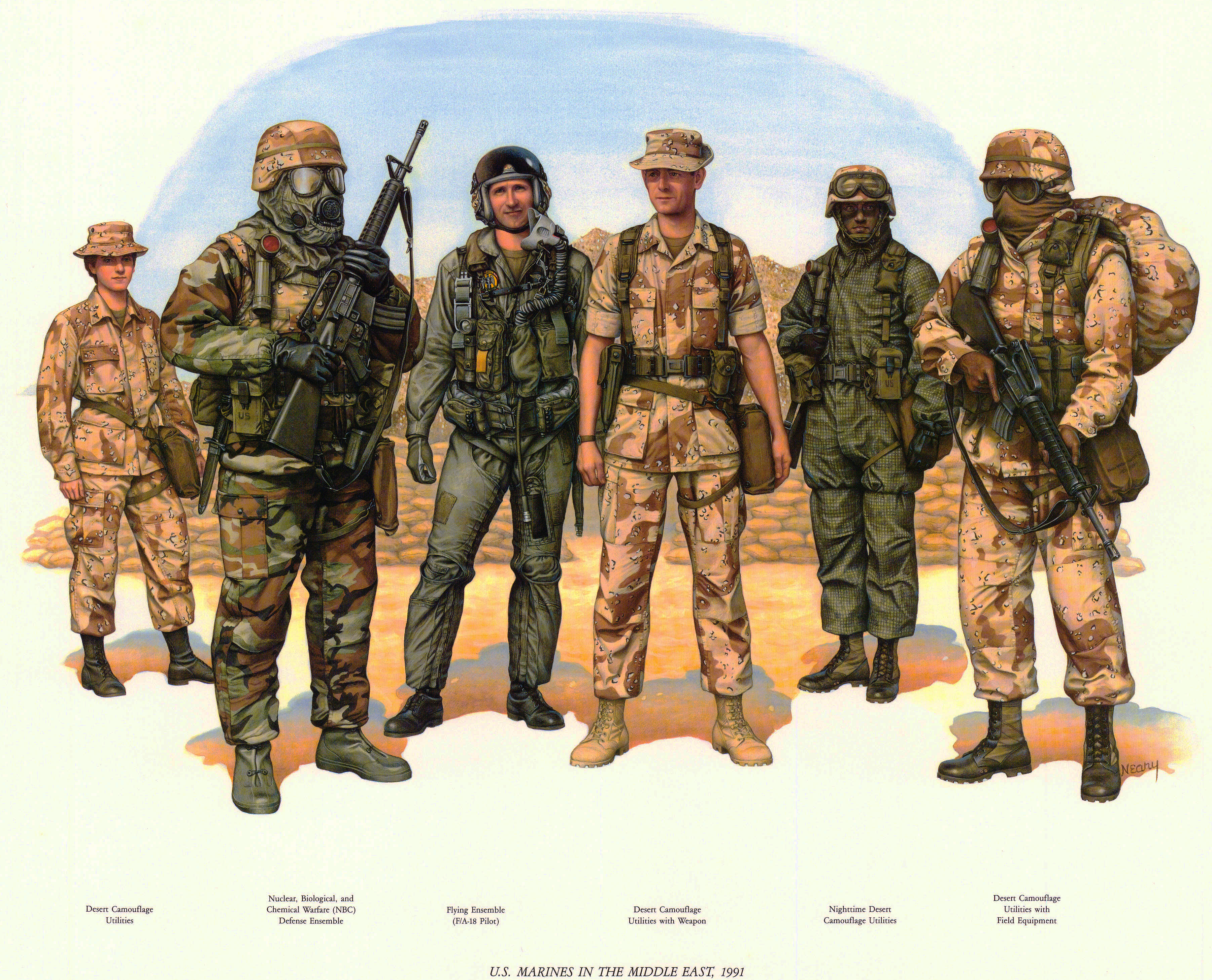
波灣戰爭期間美軍穿著沙漠迷彩服的繪圖

沙漠迷彩服是20世纪90年代中期至2010年代初美国军队所穿的一种迷彩服。  其實從2005年年中開始，美国陆军已經開始逐步淘汰沙漠迷彩服。2008年初，幾乎沒有美国陆军會穿沙漠迷彩服。